# Upphämta

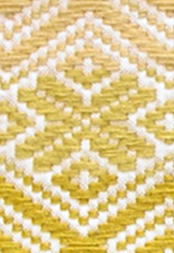
Detalj med en mönsterrapport upphämta.

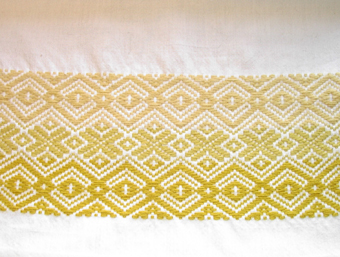
Löpare i ull med bård i upphämta.

Upphämta (eller opphämta) är en vävteknik som kan vävas med plockspröt eller i vävstol med dragrustning.
Upphämta är en vävteknik, ett vävsätt, där mönsterinslaget lägger sig ovanpå bottenbindningen, det fordrar att mönsterbilden ritas så att mönsterinslaget binds i botteninslaget (tuskaft) genom att byta plats från rätsida till avigsida. När samma mönster vävs i en satin-uppsättning uppkommer inte samma problem alls och mönstret kan därmed göras på ett sätt som skulle givit för stora flotteringar i en upphämtauppsättning.
Namnet kommer av att väven vävs med avigsidan uppåt och att mönstret åstadkoms av att man hämtar upp varptrådar från det nedre skiktet.
Den äldst bevarade upphämtaväven är daterad till 1500-talet, från Torpa slott i västergötland, men vävsättet anses ha förekommit under medeltiden.
Mönstren är vanligen symmetriska och fortlöpnade samt vanligen anordnade bård- eller randvis, men opphämta kan även vävas som ett stort, över hela väven löpande ytmönster. Opphämta kan förekomma såväl ensamt som blandat med andra tekniker, bland annat dukagång och krabbasnår. Opphämtatekniken hör främst hemma i södra Sverige. Även i andra länder förekommer liknande tekniker.